# Bank Indonesia
Die Bank Indonesia (Bank Sentral Republik Indonesia), kurz BI, ist die Zentralbank der Republik Indonesien. Sie wurde am 1. Juli 1953 gegründet und hat ihren Hauptsitz in Jakarta. Der seit 2018 amtierende Gouverneur der Bank Indonesia ist Perry Warjiyo. Er wurde am 24. Mai 2018 vom damaligen Staatspräsidenten Joko Widodo vereidigt.
Als Zentralbank obliegt der Bank Indonesia die übergeordnete Aufgabe der Stabilisierung der indonesischen Währung Rupiah.
Die Unternehmensgröße wird auf 5000 bis 10.000 Mitarbeiter geschätzt.

## Geschichte

### Vorgeschichte
Im Jahr 1826 gab König Wilhelm I. seinem Generalbeauftragten in Niederländisch-Indien das Alleinrecht, eine Bank zu gründen. Ziel dieser neuen Bank war es, den Geldverkehr in Niederländisch-Indien zu regeln und zu verbessern. Um dies zu gewährleisten, wurden ihr Exklusivrechte verschafft.
Am 24. Januar 1828 gründete die niederländische Verwaltung des Stadtteils Makasar in Jakarta schließlich die Notenbank De Javasche Bank (DJB).
In der Zeit von 1828 bis 1930 wuchs die DJB aufgrund der stetig verlängerten Exklusivrechte und besaß 16 Filialen in verschiedenen Städten des heutigen Indonesiens sowie Geschäftsstellen in New York und Amsterdam. Sie war für verschiedenste Bereiche zuständig, unter anderem wirtschaftliche und statistische Aufgaben, Verwaltung, Bankwechsel und Wertpapierhandel.

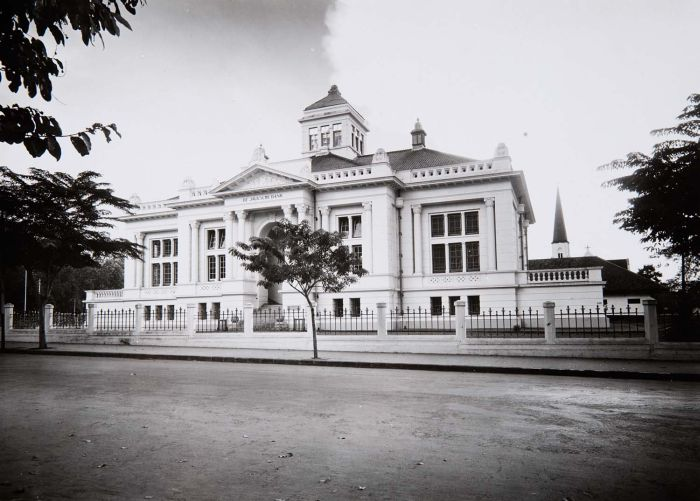
De Javasche Bank in Bandung, erbaut 1918. Das Gebäude wird heute als Museum genutzt.

Die De Javasche Bank war sowohl eine Notenbank als auch eine Privatbank für Unternehmen und Personen.
Nach dem Zweiten Weltkrieg regelte die holländische DJB trotz indonesischer Souveränität zunächst weiter einen Großteil der indonesischen Wirtschaft.
Schließlich wurde die Bank am 1. Juli 1953 verstaatlicht und ist seitdem unter dem Namen Bank Indonesia als indonesische Zentralbank bekannt.

### 1953 bis heute
Erster Gouverneur der neuen Zentralbank in der noch jungen Republik Indonesien war Sjafruddin Prawiranegara.
Die nächsten Jahre erfüllte die Bank ihre Rolle als staatliche Zentralbank unter großem Einfluss der Regierung. So durfte sie z. B. nur Banknoten mit einem Wert von über 5 Rupiah ausgeben.
Nach 15 Jahren wurde die Bank mit dem Erlass des Act No.13 (auch bekannt als New Order, zu Deutsch Neue Ordnung) von den staatlichen Pflichten teilweise entbunden und spielte somit nur noch eine unterstützende Rolle im Entwicklungsprogramm der Regierung.
Außerdem erlangte sie alleinige Rechte zur Herausgabe von Banknoten und Münzgeld.
Die Asienkrise führte 1997 zur Schließung mehrerer Banken, welche unter Beobachtung der Bank Indonesia standen, und im April 1998 zur Entlassung des Gouverneurs Soedradjad Djiwandono sowie etlicher Vorsitzender. Des Weiteren verlor die Bank ihre Aufgabe zur Überwachung anderer Banken an eine unabhängige Aufsichtsbehörde. Diese Aufgabe führte sie allerdings bis auf vorerst unbestimmte Zeit weiter aus.
Dank der Liquiditätshilfen und Umstrukturierungsmaßnahmen der Bank Indonesia überstand das Land die Krise, wenn auch mit erheblichen Einbußen sowohl wirtschaftlich als auch politisch.
Nach dem Act No.23 im Jahr 1999 und dem 5 Jahre später folgenden Act No.3 ist die Bank Indonesia als unabhängige indonesische Zentralbank für die Aufrechterhaltung und Stabilisierung der indonesischen Währung zuständig.
2004 begann die Bank ein Projekt zur Verbesserung der Sicherheit ihrer Kunden, um deren Vertrauen in die Bank zu steigern. Dazu gehören mehr Transparenz und Information ebenso wie ein besserer Kontakt zu den Kunden durch eine Vermittlungsbehörde.
Im Jahr 2013 erschien schließlich die letzte Ausgabe des „Banking Supervision Report“ (BSR), mit welcher die Aufgabe zur Überwachung anderer Banken an die Financial Services Authority of Indonesia  (FSA) überging.

## Organisation
Die Bank Indonesia wird von einem Gouverneursausschuss geführt. Zu diesem gehören der Gouverneur, der Vizegouverneur sowie vier bis sieben stellvertretende Gouverneure.
Sie werden vom Präsidenten vorgeschlagen und mit Zustimmung des Repräsentantenhauses ernannt. Ihre Amtszeit beträgt 5 Jahre und sie dürfen höchstens einmal wiederholt für ihr Amt nominiert werden.
Dieser Ausschuss trifft sich mindestens einmal pro Monat, um über generelle Geldpolitik zu beraten und mindestens einmal pro Woche, um über andere Entscheidungen und Strategien zu beraten.
Weiter wird die Bank Indonesia in folgende Bereiche unterteilt:
- Geldstabilität
- Finanzielle Stabilität und Zahlungsverkehr
- Interne Verwaltung
- Geschäftsstellen

## Aufgaben als Zentralbank

### Allgemeine Aufgaben
Oberste Aufgabe der Bank Indonesia als Zentralbank ist die Aufrechterhaltung eines stabilen Wertes der indonesischen Währung Rupiah. Um dies zu gewährleisten, müssen Geldpolitik, Zahlungsverkehr und Finanzsystem überwacht und reguliert werden.
Die Stabilisierung des Finanzsystems ist eine wichtige Aufgabe der Zentralbank. Man spricht von Financial System Stability (FSS), wenn das Finanzsystem in der Lage ist, ökonomische Rückschläge und Krisen zu bewältigen.
Inflationsbekämpfung und Wechselkursstabilität sind weitere Aufgaben der Zentralbank.
Das nationale Verrechnungssystem SKNBI (Sistem Kliring Nasional Bank Indonesia) wird ebenfalls von der Bank verwaltet.
Außerdem ist die Bank für die Verwaltung von Staatsanleihen zuständig.

### Liquiditätshilfe
Die Liquiditätshilfe der Zentralbank ist die letzte Instanz in Sachen Liquiditätshilfe und wird vom Staat vorgegeben. Dabei stellt sie kommerziellen Banken Liquiditätskredite (Kredit Likuiditas Bank Indonesia) zu subventionierten Zinsen zur Verfügung.

### Die „BI Rate“
Die „BI Rate“ ist die Zinspolitik mit Blick auf die Geld- und Währungspolitik. Sie kann mit dem Leitzins verglichen werden und wird monatlich vom Gouverneursausschuss bekannt gegeben.
Erstmals verkündet wurde die „BI Rate“ im Juli 2005 mit einem Wert von 8,5 %. Sie stieg schnell auf ihren bisherigen Höchstwert von 12,75 % im Dezember selben Jahres an.
Im Jahr 2015 lag sie konstant bei ca. 7,5 %.

## Geschäftsstellen

### Repräsentative Geschäftsstellen im Ausland
- London – 10 City Road, London EC 1Y 2EH
- New York – One Liberty Plaza 165 Broadway, 31st floor New York N.Y. 10006
- Singapur – 11 Collyer Quay 08-01 The Arcade Singapore 049317
- Tokyo – New Kokusai Building Room 906 No.4-1, Marunouchi 3 – Chome Chiyoda-ku, Tokyo, 100-0005 Japan[25]

### Indonesische Geschäftsstellen
Die Bank Indonesia besitzt 41 Geschäftsstellen in Indonesiens wichtigsten Städten (Stand: 2012).

## Museum
Das ehemalige Gebäude der Bank Indonesia und der De Javaschen Bank steht heute Touristen als Museum zur Verfügung. Es besitzt historische Dokumente und Artefakte. Außerdem soll das Museum die Besucher über die damaligen sowie heutigen Aufgaben der Bank informieren.